# 外交 (杂志)
《外交》或译《外交事务》，是专攻美国国际事务及外交政策的杂志，是由美国无党派、会员制智库兼非營利組織美国外交关系协会主办。它创办于1922年9月15日，目前每两月出版一次纸本版，网站每日刊登一次文章、每隔一月刊登一次文集。
1947年7月，《外交》刊登了乔治·凯南的文章《X论文》，使外界首次了解到遏制战略思想。2006年3月，美国学者凯尔·莱伯和达丽尔·普列斯在《外交》上发表文章表示美国拥有一次性突击摧毁中、俄两国的核力量而不受反击的能力，在俄罗斯军政界引起轩然大波。